# Університет Неймегену
Радбодський університет Неймеґена (нід. Radboud Universiteit Nijmegen, до 2004-го — Католицький університет Неймеґена) — університет в місті Неймеґен (Нідерланди). Заснований 1923-го року за ініціативи римо-католицької громади Нідерландів. Складається із семи факультетів та налічує близько 20 тисяч студентів (2013).
В університеті знаходиться велика кількість науково дослідницьких установ, серед них: Лабораторія високих магнітних полів (High field magnet laboratory (HFML)), NanoLab та багато інших. Нобелівський лауреат 2010-го року Костянтин Новосьолов був аспіратном (PhD — студентом) Андрія Гейма у Радбоунд університеті з 1999-го по 2001-й роки.
Інститут входить до числа найважливіших вищих навчальних закладів країни, входить до 150 найкращих у світі та до 50 найкращих у Європі Крім того, освітня пропозиція дуже різноманітна і пропонує понад 40 трирічних програм і 200 магістерських програм, багато з яких англійською мовою..